# تنفس بيو

Breathing abnormalities

تنفس بيو (بالانجليزية: Biot respiration) هو نمط تنفسي غير طبيعي، يتصف بأخذ مجموعات من الشهيق السريع غير العميق متبوعة بفترات من توقف التنفس المنتظم أو غير المنتظم (apnea). 
سُمي بواسطة كاميل بيو، الذي وصفه عام 1876.

## الأسباب
يحدث بسبب تدمير خلايا الجسر في الدماغ نتيجة السكتة الدماغية أو زيادة الضغط بسبب الانفتاق المعقفي أو الخيمي.
كما قد ينشأ بسبب تسمم أشباه الأفيونيات.

## أنماط ذات صلة
يختلف عن التنفس الرنحي في كونه أكثر انتظاماً، بينما التنفس الرنحي يتميز بعدم انتظام فترات الشهيق وفترات التوقف التنفسي. ولكن قد يحدث دمج مع التنفس الرنحي مع تدهور الحالة.
كما يختلف عن حالة شيني – ستوكس التنفسية وهي حالة تنفس غير طبيعي عميق تدريجيًا وفي بعض الأحيان سرعة في التنفس يتبعها نقصان تدريجي ينتج عنه توقف مؤقت في التنفس.

## اقرأ أيضاً
حالة شيني – ستوكس التنفسية